# Hôtel particulier Soïmonov

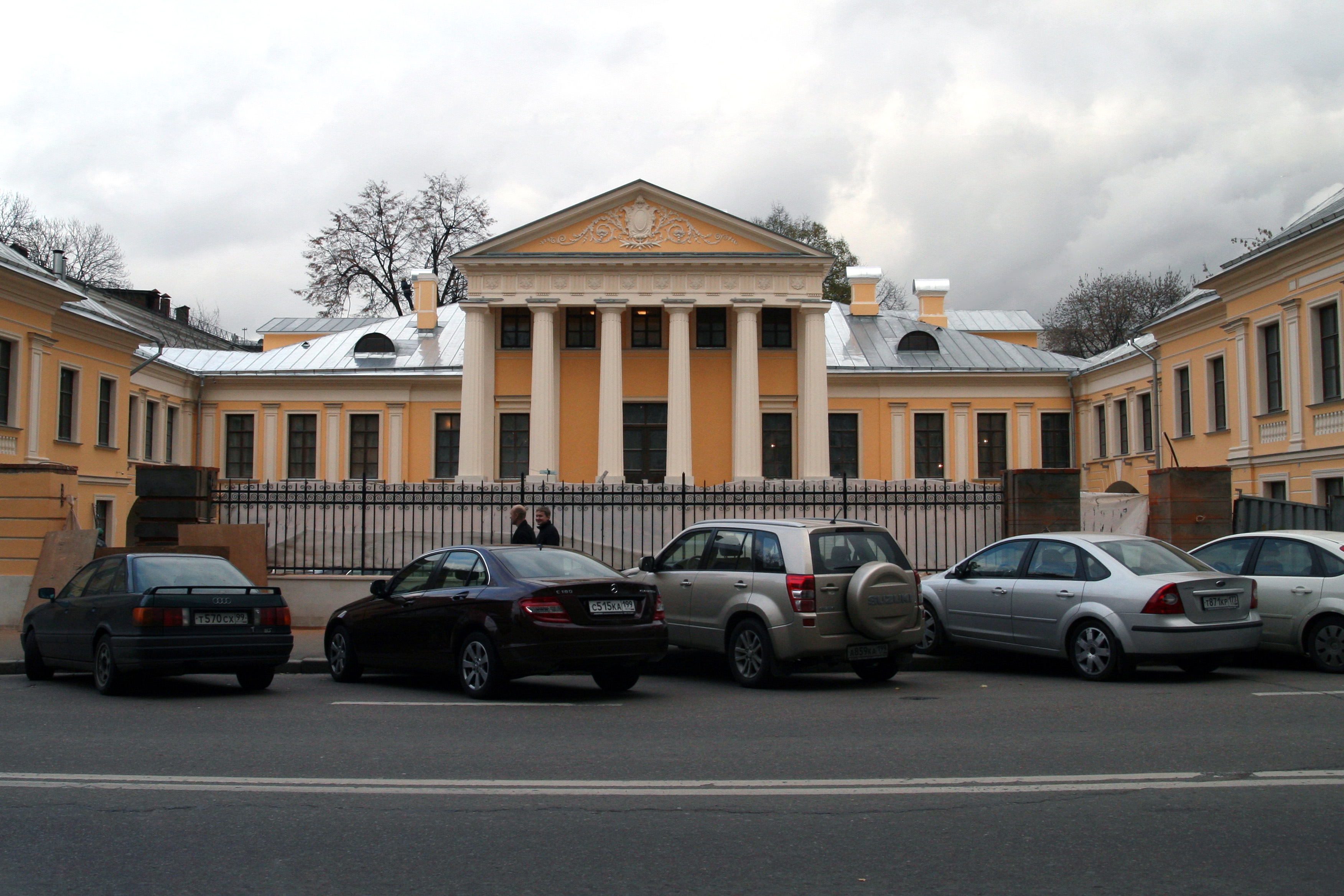
Vue de l'hôtel Saïmonov.

L'hôtel particulier Saïmonov est un bâtiment du patrimoine protégé de la fédération de Russie situé à Moscou. Il se trouve dans le centre historique de la capitale, au numéro 18 de la rue Malaïa Dmitrovka.

## Historique

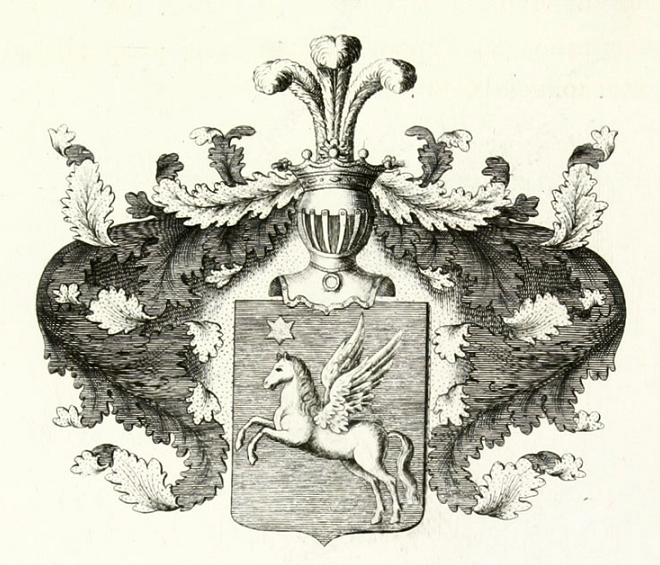
Armes de la famille Saïmonov

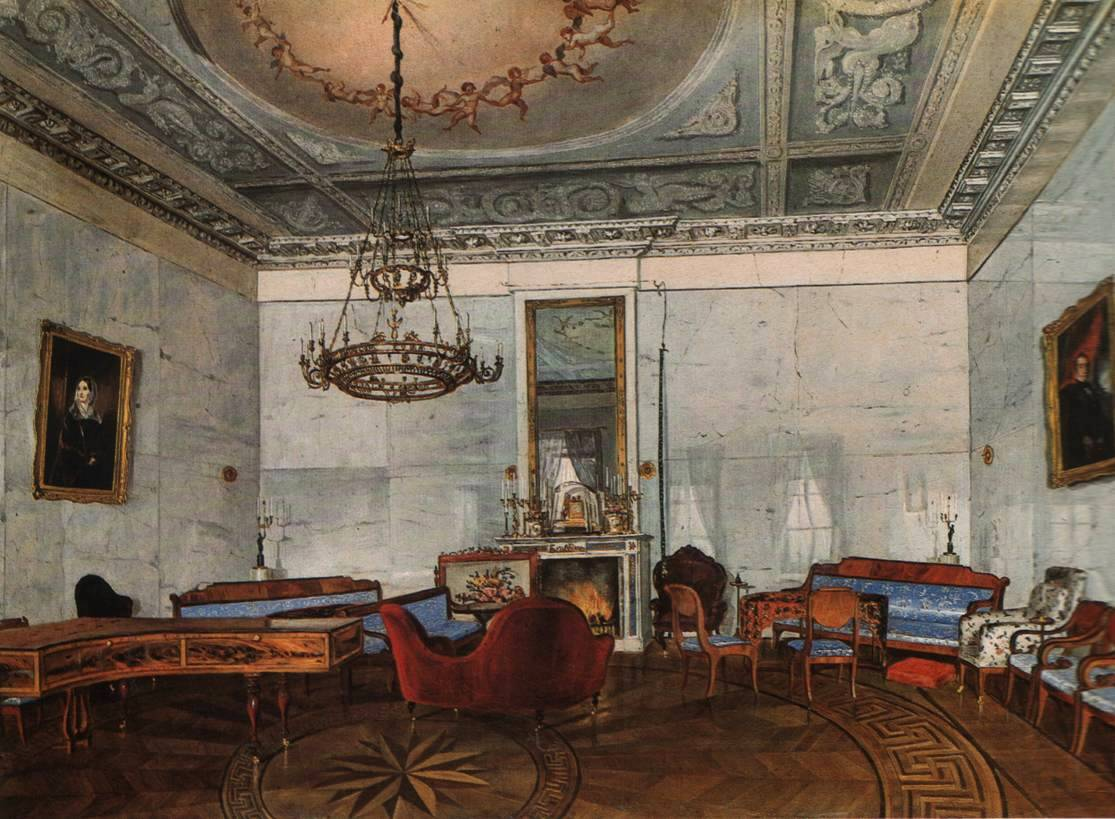
Salon de l'hôtel Saïmonov.

Jusqu'au milieu du XVIIIe siècle, la voie était bordée de vergers et de petites maisons, jusqu'à l'actuelle rue Petrovka. La maison de maîtres est construite dans les années 1780 par le fameux architecte Nikolaï Lvov pour la famille Saïmonov (ou Soïmonov). Il appartient au début du XIXe siècle à Alexandre Nikolaïevitch Saïmonoⱱ, neveu de P. I. Saïmonov, secrétaire d'État de l'impératrice Catherine II. Lui-même occupait une place importante à la Cour de Paul Ier.
L'hôtel particulier est construit autour d'une cour d'honneur et comprend une maison de maîtres avec portique hexastyle à colonnes toscanes. Il est flanqué de deux ailes. Le côté nord était occupé par un bâtiment de communs pour les domestiques qui est en partie conservé aujourd'hui (au numéro 18a). La façade arrière donnant sur le jardin comprenait une terrasse avec une longue rampe remplaçant un escalier. Le bâtiment de service au fond du jardin a été construit à la fin du XIXe siècle par l'architecte Gunst (en) (1858-1919).
Le fils illégitime de Soïmonov, Sergueï Sobolevski (ru) (ami littérateur de Lermontov, Pouchkine et Prosper Mérimée), a vécu quelque temps dans cette demeure, ainsi que le neveu de Soïmonov, le dékabriste Mikhaïl Mitkov (1791-1849), dans les années 1820. Il faisait partie de la société secrète du Nord et assista ici à plusieurs de ses séances, dont celle du 15 décembre 1825 qui se tint pour prendre position sur la révolte des officiers de Saint-Pétersbourg.
Plus tard, l'hôtel particulier entra en possession de V. D. Ladyjenskaïa qui fit changer les colonnes toscanes en colonnes doriques en 1858-1859 et agrandir les ailes. L'architecte August Weber (de) réaménage l'intérieur de l'hôtel en 1877.
Après la révolution d'Octobre, l'ensemble est dévolu pendant longtemps au siège du parti communiste de l'arrondissement (le compositeur Kabalevski s'y inscrivit au début des années 1950). C'est ici que les communistes du quartier prennent la décision en 1962 d'exclure Molotov du parti pour « activité hostile au parti, dissidence et répressions de masse ».
L'ensemble des bâtiments est inscrit en 1976 à la liste du patrimoine protégé d'importance nationale. Une partie des bâtiments est occupée à la fin des années 1980 par le conseil central de la société des volontaires pour la lutte contre l'alcoolisme en URSS.
Le gouvernement de la ville de Moscou attribue les bâtiments en 1997 au comité moscovite de science et de technologies, mais en 2000 la ville les donne en location au département régional des « questions de développement de Moscou et de la région de Moscou » et au département régional des « questions de développement régional », mais, quelques mois plus tard, cette location est annulée et en 2001 les bâtiments sont loués pour vingt-cinq ans à la compagnie « Système olympique » (Олимпийская система), filiale du conglomérat « Sistema ».
L'hôtel particulier et ses bâtiments annexes sont restaurés en 2008.